# Schermer
Schermer  è una località olandese situata nel comune di Alkmaar, nella provincia dell'Olanda Settentrionale. È stato un comune autonomo fino al 31 dicembre 2014.